# Michael Hönel
Michael Hönel (* um 1590 in Pirna; † um 1653 in Judenburg) war ein deutscher Bildhauer.

## Würdigung
Hönel gehört zu den hervorragenden Bildhauern im heutigen Raum Österreichs und Deutschlands in der ersten Hälfte des 17. Jahrhunderts. Er ist ein Meister des Frühbarocks, der aus der Formensprache des Manierismus geschöpft und im Aufgreifen des Barocks Bildwerke von hoher Qualität und künstlerischer Dichte geschaffen hat. Hönels Altarwerke unterstreichen in ihrer figurenreichen Ausdruckskraft auf bildhafte Weise die Bestrebungen der Gegenreformation.

## Biografie
Michael Hönel wurde um 1590 in Pirna in der Markgrafschaft Meißen geboren. Dort erhielt er wohl auch seine künstlerische Ausbildung. Hönel könnte in Pirna bei Michael Schwenke († 1610) oder bei dessen Bruder David († 1620) oder bei Lorenz Hönigk († 1624) oder in Dresden bei Christoph Walther IV († 1626) gelernt haben.

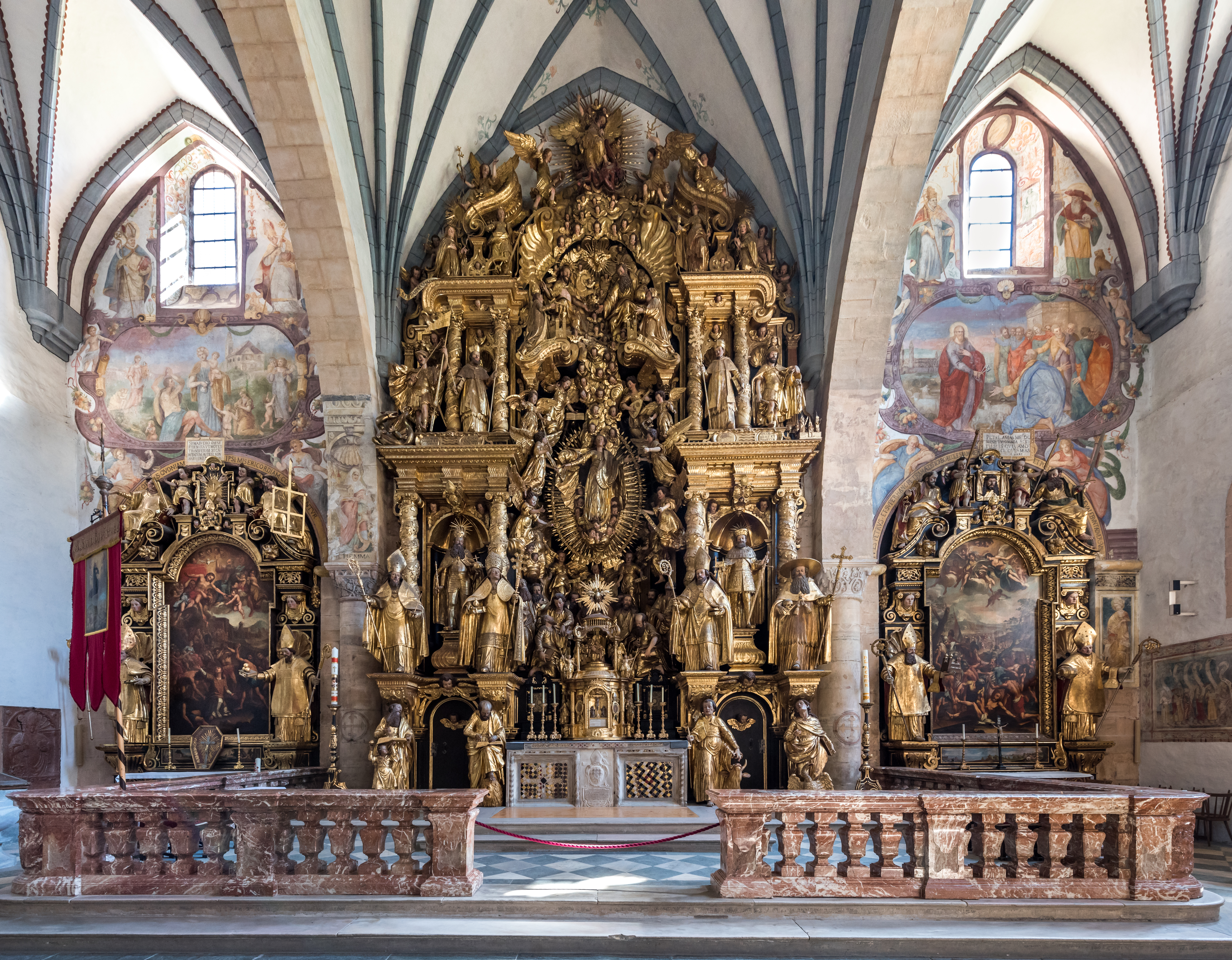
Hoch- und Seitenaltäre im Gurker Dom

1624 erhielt Hönel erste kleinere Aufträge am Domstift Gurk. Schon im folgenden Jahr erhielt er von dem St. Pauler Abt Hieronymus Marchstaller den Auftrag für einen neuen Hochaltar, den er bis 1628 fertigstellte. Bereits am 30. Mai 1629 erhielt Hönel erneut die Aufgabe für das Stift St. Paul im Lavanttal einen neuen Kreuzaltar und einen Prälatenstuhl zu fertigen. Hönel hat den groß angelegten Hochaltar für den Dom zu Gurk während der Arbeit an dem St. Pauler Hochaltar begonnen. Offenbar war der Dompropst von Gurk von dem in Fertigstellung begriffenen St. Pauler Altar derart beeindruckt, dass er am 28. Oktober 1626 mit Hönel, der im Vertrag als „Inwohner“ in Gurk genannt wird, einen Vertrag über den Neuen Hochaltar des Gurker Domes schloss. Die Fertigstellung des Gurker Hochaltars erfolgte nicht, wie vertraglich vereinbart, zu Pfingsten 1630, sondern erst im Jahre 1632. Am 30. April dieses Jahres erfolgte die letzte Zahlung für das Altarwerk an Hönel.

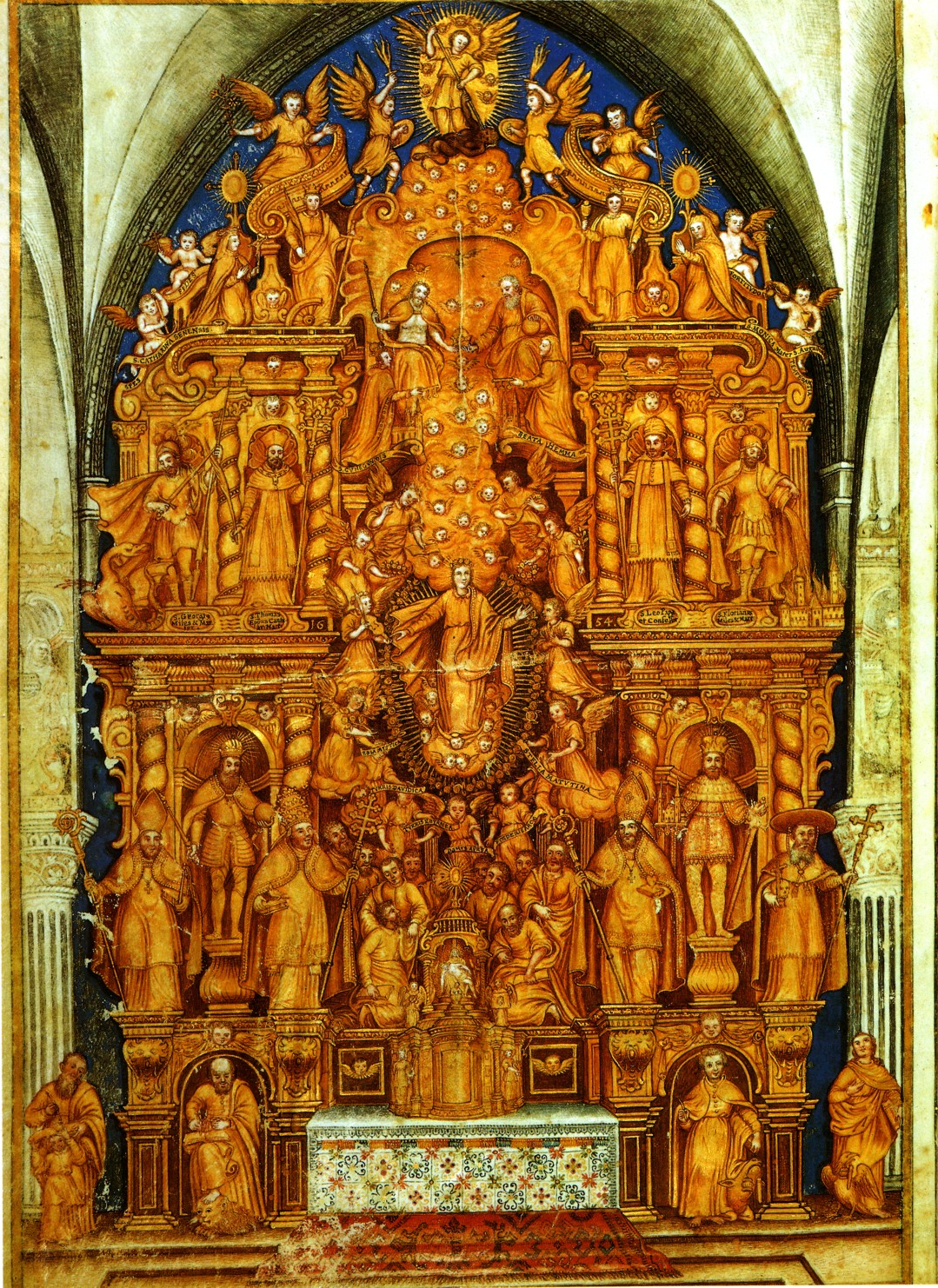
Gurker Verbruederungsbuch 3

Jakob Deinsperger, Kanonikus des Kollegiatskapitels von Straßburg schloss am 24. August 1632 einen Vertrag mit Hönel für einen neuen Altar für die Spitalkirche zum Heiligen Geist in Straßburg. Den im Vertrag angeführten Bestimmungen entsprechend sollte der neue Altar den ganzen Altar der Kirche ausfüllen und sich in drei Etagen aufbauen: Zu unterst der Tabernakel, darüber der Altarschrein, dessen gemaltes Bild je nach der Festzeit ausgewechselt werden sollte. Der Altar sollte auch zwei Flügel haben und an den Seiten die Statuen des hl. Rochus und des hl. Sebastian. Darüber die Gibelpartie mit der Darstellung des hl. Geistes und des englischen Grußes oder Mariä Verkündigung. Die oberste Etage sollte zu beiden Seiten von kleineren Figuren des hl. Martinus und der hl. Elisabeth flankiert werden.
1633–1636 arbeitete Hönel an der Herkulesstatue des Lindwurmbrunnens auf dem Neuen Platz in Klagenfurt am Wörthersee. Die heutige Gesamtgestalt des Lindwurmbrunnens geht auf Entwürfe von Hönel zurück, für den Brunnen legte er am 3. Juni 1634 den landschaftlich Verordneten einen neuen Brunnenentwurf vor. Demnach wurde der Kopf des um 1590 von Ulrich Vogelsang geschaffenen Lindwurms nicht nach Norden, sondern nach Osten gerichtet. Am 2. Juni 1636 war der Brunnen fertig aufgestellt.

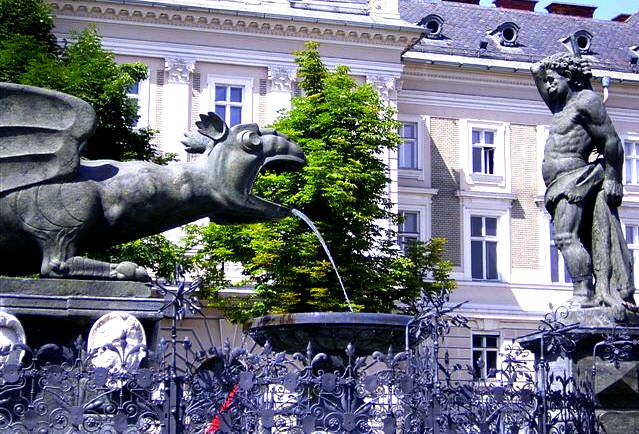
Der Lindwurmbrunnen von Klagenfurt

Im Winter 1637 auf 1638 schnitzte Hönel die Statuen und Figuren für die beiden Altäre in den Nebenapsiden des Gurker Domes. Die Fassung der beiden Nebenaltäre erfolgte erst 1653/54 gemeinsam mit der Fassung des Hochaltares.
Im nächsten Jahr, 1639, verlegte Hönel seinen Wohnsitz nach St. Lambrecht. Am 2. Januar 1639 hatte der neue Abt Benedikt Pierin des Benediktinerstifts St. Lambrecht den „bildsnizer von Gurgg“ für sein Stift verpflichtet. Laut einem Vertrag vom 9. Juni 1639 fertigte er einen Altar mit Darstellung des Johannes Evangelist., der vermutlich in der Schlosskirche der Abtei aufgestellt war. Zur gleichen Zeit arbeitet er an den Statuen, Figuren und Reliefs des dem hl. Emmeran geweihten Seitenaltars in der St. Lambrechter Stiftskirche. 1640/41 fertigte Hönel die Figuren der 4 Kirchenväter an der Brüstung der Westempore der Stiftskirche. Hönel schnitzt 1641 noch zwei Kruzifixe für das Stift. Am 6. Juni 1639 stellt er dem Prälaten eine Quittung aus, in der er bestätigt für alle Arbeiten, die er in St. Lambrecht geleistet hat, vollständig bezahlt worden zu sein. Er unterschreibt: „Michel Hönell bildhauer aus Pirna in Meißen gebürtig m. p.“
Von Abt Benedikt Pierin erhielt Hönel auch den Auftrag einen Hochaltar für die Wallfahrtskirche in Mariazell zu schaffen. Im Juni 1641 verlegt Hönel seine Werkstatt nach Aflenz. Zusammen mit seinem Gesellen Sebastian Maß hat er dort am Mariazeller Hochaltar gearbeitet. Der Altar wurde 1704 durch den jetzigen Hochaltar, der nach einem Entwurf Johann Bernhard Fischers von Erlach errichtet wurde, verdrängt und in die unweit gelegene Sebastianskirche übertragen, wo er heute noch steht. Wann der Altar geweiht wurde, ist nicht überliefert. Sicher hat Hönel an dem gewaltigen Werk mehrere Jahre hindurch gearbeitet. Heute befindet er sich in reduzierter und um 1730 veränderter Form in der von Domenico Sciassia errichteten Sebastianskirche der letzten Station für die von Wien kommenden Pilger vor dem Wallfahrtsziel der Wallfahrtskirche in Mariazell. Wie nahezu alle Hochaltäre von Stifts- und Marienwallfahrtskirchen der ersten Hälfte des 17. Jahrhunderts ist es ein Marienaltar. Unklar ist, ob schon das ursprüngliche Altarbild eine Marienkrönung darstellte. Hier wäre bei der ursprünglichen Disposition auch eine plastische Gruppe im Zentrum denkbar.
Hönel hat 1642 noch eine überlebensgroße Muttergottesstatue geschnitzt, die heute in der Vorhalle der Stiftskirche von St. Lambrecht aufgestellt ist. Möglicherweise war sie ursprünglich für eine Figurengruppe im Zentrum des Mariazeller Hochaltars gedacht.
Im Jahre 1651 ist Hönel mit einer Werkstatt in Judenburg nachweisbar. Er erscheint in der dortigen Steuerliste und kommt in dieser zum letzten Mal 1653 vor.

## Werke (Auswahl)
- 1624 Erste Aufträge am Domstift Gurk: Wappenschild und ein Altar der hl. Hemma (Vgl. Ginhart S. 171)
- 1625–1628:Hochaltar für Stift St. Paul im Lavanttal. Der Hochaltar stand in St. Paul vermutlich bis 1705 an Ort und Stelle. Abt Albertus Reichart ließ ihn dann abtragen und einen spätbarocken Altar aufstellen. Die Reste dieses Hochaltars sind in der Filialkirche auf dem Josefsberg südöstlich oberhalb von St. Paul erhalten. Es sind die Figuren des hl. Johannes d.T. mit dem Kreuz in der Rechten, dem Buch in der Linken und dem Lamm zu Füßen und des hl. Johannes Ev., der gläubig vertrauend emporblickt, die Rechte segnend erhebt und in der Linken einen Kelch hält, die kraftvoll beseelte Gestalt des bärtigen hl. Joachim und des hl. Hieronymus als büssender Einsiedler. Er ist glatzköpfig, langbärtig, nur spärlich mit einem über die rechte Schulter geworfenen und mit dem in der Rechten zur Hüfte hochgenommenen Tuch bekleidet. Die linke Hand hält einen großen Stein, die Rechte das Buch mit dem Totenkopf darauf. Zu seinen Füßen lagert der Löwe.
- 1628: Lieferung von 3 Kruzifixen und 2 Engeln und ein St. Jakobibild in die Pfarrkirche von Deutschgriffen im Gurktal (nicht mehr erhalten).
- 1629: Kreuzaltar und Prälatenstuhl für Stift St. Paul im Lavanttal. Wie der Hochaltar Hönels stand der Kreuzaltar vermutlich bis 1705 an Ort und Stelle, bis er durch die Neugestaltung der Stiftskirche unter Abt Albertus Reichart abgetragen wurde. In der knienden Maria Magdalena, die in den Händen ein Kreuz hält und in tiefer schmerzbewegter Demut zum Heiland emporblickt, hat sich ein Rest von Hönels Kreuzaltar in der Filialkirche auf dem Josefsberg südöstlich oberhalb von St. Paul erhalten.
- 1626–1632: Hochaltar für den Dom zu Gurk. Der Gurker Hochaltar ist in ein Sockelgeschoss und zwei seitliche Obergeschosse gegliedert, die in der Mitte eine breite und tiefe Nische frei lassen. In dieser Nische sieht man die Hauptgruppe angebracht, die himmelwärts schwebende Maria, die unten die bestürzten Apostel zurückgelassen hat und von musizierenden Engeln umschwärmt wird. Oben wartet, das verkröpfte Gebälk des zweiten Obergeschosses durchbrechend, die Dreifaltigkeit. Flammige Muschelstücke und ein Reigen von Engelsköpfen umrahmt Gott Vater, Sohn und die Taube des hl. Geistes. Die drei Erzengel bekrönen im Scheitel des Gewölbes den statuen- und figurenreichen Altar. Im Sockelgeschoß stehen zuseiten der Opfergangportale die vier Evangelisten, über ihnen erheben sich in feierlicher Majestät die Riesenstatuen der vier Kirchenväter, und in den Nischen dahinter stehen links Kaiser Heinrich II, rechts Graf Wilhelm, der Gemahl der hl. Hemma, die den Gurker Dom stiftete. Man hat an dem Altar 160 figürliche Bildwerke gezählt. Das übertrifft an Zahl und künstlerischem Reichtum alles bisher gewesene.
- 1632: Altar für die Spitalkirche in Straßburg. Von der Architektur seines Altars, der der Beschreibung nach das Schema des spätgotischen Flügelaltars verrät, hat sich allerdings nichts mehr erhalten. Heute schmückt die Rückseite des Chores ein von einem Rokokorahmen eingefasstes Bild der Herabkunft des Heiligen Geistes am Pfingstfest, das der Zeit um 1720 angehört. Von dem einstigen Schnitzwerk des Meisters Hönel haben sich allerdings vier geschnitzte Figuren erhalten, davon zwei auf der Altarmensa, die den hl. Bischof Martin und die hl. Elisabeth darstellen sowie die beiden seitlich auf Konsolen stehenden größeren Plastiken des heiligen Rochus und des heiligen Sebastian.

- 1633–1636: Herkulesstatue für den Lindwurmbrunnen in Klagenfurt, Pläne und Ausführung der Umgestaltung des Brunnens, bei dem der Kopf des Lindwurms von Norden nach Osten gerichtet wurde.
- 1637–1638: Statuen und Figuren für die beiden Altäre in den Nebenapsiden des Gurker Domes. Hönel schuf für die Seitenaltäre des Gurker Doms je zwei flankierende lebensgroße Bischofsstatuen, links am Stephansaltar den hl. Martin und den hl. Nikolaus, rechts am Petrusaltar den hl. Rupert und den hl. Virgil. Es sind würdige, kraftvolle Gestalten die gut mit den Kirchenväterstatuen des Hochaltars zusammenpassen. Oben im Aufsatz lagern auf den gesprengten Giebelstücken links die Figuren des hl. Vinzenz und des hl. Lorenz, rechts die Figuren der Hl. Petrus und Paulus. Zwischen den Figuren halten köstlich geschnitzte Engel links ein flammendes Herz-Jesu-Monogramm, rechts eine Vera Ikon.
- 1639: Altar mit Darstellung des Hl. Johannes Evangelist für die Schlosskirche Stift St. Lambrecht (Das Altarwerk ist nicht mehr erhalten, Vgl. Ginhart, S. 187).
- 1639: Statuen, Figuren und Reliefs für den St. Emmeransaltar in der St. Lambrechter Stiftskirche. Der Altaraufbau, geschaffen von Christoph Paumgartner, zeigt in Erinnerung an die Schreinwächter der spätgotischen Flügelaltäre seitlich außerhalb der mit Weinlaub geschmückten gedrehten Säulen des Hauptgeschosses die Statuen der hl. Bischöfe Bonifaz und Blasius. Anstelle des üblichen großen Altarbildes schnitzte Hönel hier das vielfigurige Relief mit der Darstellung der Marter des hl. Emmeram. Das etwas kleinere Relief des Obergeschosses stellt die Enthauptung des hl. Placidus und seiner Gefährten dar. Seitlich stehen die Statuen des hl. Stephan und Lorenz und außerhalb der Säulen die Statuen des hl. Johannes Evangelist und Georg. Als Bekrönung ragen über dem gesprengten Giebel die Statuetten der Schmerzhaften Maria, flankiert von der hl. Katharina und der hl. Barbara empor. Bei der Ausführung der Figuren war Hönel daran vertraglich gebunden, auf den bereits fertigen St. Benedikt-Altar Paumgartners Rücksicht zu nehmen. Der Auftraggeber Abt Benedikt Pierin legte Wert darauf „daß ain gleicheit dieser beyder altär gehalten werde.“ Es fehlt hier das packende Ungestüm, das hinter der äußeren Ruhe eindringlich spürbare innere Glühen, das den Gurker Hochaltar so großartig macht. Trotzdem offenbart sich gerade in den beiden großen Reliefs Hönels Meisterschaft sowohl in der Komposition solcher vielfiguriger Szenen als auch in der genauen Behandlung aller Einzelheiten.
- 1640/41: Figuren der 4 Kirchenväter für die Brüstung der Westempore der St. Lambrechter Stiftskirche. Es sind vereinfachte Wiederholungen der Statuen dieser Heiligen am Gurker Hochaltar. Das feinsträhnige Gefältel der Kleider steht in wirkungsvollem Gegensatz zu den ausdrucksstarken Köpfen dieser gewichtigen Männer.
- 1641: 2 Kruzifixe für das Stift St. Lambrecht (heute nicht mehr erhalten?, Vgl. Ginhart, S. 189).
- ab 1641: Arbeiten für den Mariazeller Hochaltar. Der Altar wurde 1704 durch den jetzigen Hochaltar, der nach einem Entwurf Johann Bernhard Fischers von Erlach errichtet wurde, verdrängt und in die unweit gelegene Sebastianskirche übertragen. Wann der Altar geweiht wurde, ist nicht überliefert. Sicherlich hat Hönel an dem gewaltigen Werk mehrere Jahre hindurch gearbeitet. Jetzt befinden sich in der Mitte des Haupt- und des Obergeschosses je ein großes Gemälde, die Himmelfahrt Marias und die Krönung der Muttergottes. Ursprünglich besaß der Altar anstelle der Bilder vielleicht ebensolche Hochreliefs wie sie Hönel am St. Emmerams-Altar in St. Lambrecht an diesen Stellen wirkungsvoll angebracht hatte. Die das Hauptbild flankierenden Säulen sind mit solchen meisterhaften kleinfigurigen Medaillons besetzt und jedes Mal auch lateinisch beschriftet. An der linken Säule sind von oben nach unten dargestellt Mariä Verkündigung, die Heimsuchung, Christi Geburt, Darbringung und Auffindung im Tempel; an der rechten Säule ebenso Christus am Ölberg, die Geißelung, Dornenkrönung, Kreuztragung und Kreuzigung. Vor den etwas zurückgestellten und mit Weinranken umwundenen äußeren Säulen stehen die monumentalen, etwa 2,5 Meter hohen Statuen des hl. Lambrecht und des hl. Benedikt. Lambrecht (Lambert) ist als Bischof von Maastricht im vollen Ornat gegeben und hält in der Linken den Bischofsstab, in der Rechten die Lanze, mit der er ermordet wurde. Der hl. Benedikt trägt die feinplissierte Flocke mit den weiten Ärmeln, hält in der Linken den Stab und trägt in der Rechtendas Buch mit dem zerbrochenen Becher darauf. Zu Füßen steht ihm eine hohe Mitra. Wie immer bei Hönel sind die Köpfe der beiden Gestalten und ebenso die Hände voll Ausdruck und Charakterisierungskraft.
- 1642: Statue der Maria Immaculata, heute in der Vorhalle der Stiftskirche von St. Lambrecht. Möglicherweise war sie ursprünglich für eine Figurengruppe im Zentrum des Mariazeller Hochaltars gedacht. Diese gekrönte Mutter des Herrn steht auf der Mondsichel und Weltkugel, hält in ihrem rechten Arm das segnende Jesuskind, in der linken das Zepter und zertritt mit den Füßen die Schlange. Ein meisterhaftes, tief empfundenes und packendes Werk im Geist der Gegenreformation.
- 1651: Statuen am Hochaltar der Wallfahrtskirche Maria Buch unter Mitarbeit von Sebastian Mass